# Charles Spence Bate
 (janvier 2021).
Si vous disposez d'ouvrages ou d'articles de référence ou si vous connaissez des sites web de qualité traitant du thème abordé ici, merci de compléter l'article en donnant les références utiles à sa vérifiabilité et en les liant à la section « Notes et références ».
Pour les articles homonymes, voir Bate.
Charles Spence Bate est un naturaliste britannique, né le 16 mars 1818 près de Truro et mort le 29 juillet 1889 dans le Devonshire,.

## Biographie
Il est le fils de Charles Bate et d’Harriet née Spence. Il étudie la chirurgie dentaire. Il se marie avec Emily Amelia Hele le 17 juin 1847 avec laquelle il aura deux fils et une fille.
Membre de la Société linnéenne de Londres et de la Royal Society (en 1861), il fait également partie de société de dentistes.
Il est notamment l’auteur du Catalogue of the Specimens of the Amphipodous Crustacea (1862), avec John Obadiah Westwood (1805-1893) de l’History of the British Sessile-eyed Crustacea (1863-1868), du Report on the Crustacea Macrura dredged by H.M.S. Challenger during the years 1873 and 1876 (1888). Il signe également de nombreux articles consacrés aux dents.

## Espèces éponymes
Plusieurs espèces lui sont dédiées dont :
- Pseudoparatanais batei par Georg Sars (1837-1927) en 1882,
- Amphilochus spencebatei par Thomas Roscoe Rede Stebbing (1835-1926) en 1876,
- Scyllarus batei par Lipke Holthuis (1921-) en 1946,
- Costa batei par George Stewardson Brady (1832-1921) en 1866,
- Periclimenes batei par L. Holthuis en 1959.

## Liste partielle des publications
- 1863-1868 : A history of the British sessile-eyed Crustacea[7] (J. Van Voorst, Londres)

## Note
1. 1 2  « Charles Spence Bate | Artist | Royal Academy of Arts », sur www.royalacademy.org.uk (consulté le 11 septembre 2024)
2. ↑  (en) « Charles Spence Bate », sur The royal society - Making science
3. ↑  (en) Sammy De Grave, Christopher B Boyko, « The carcinological oeuvre of Charles Spence Bate (1819–1889): Checklist of species and genera, dates of publication, and a list of publications (Crustacea: Amphipoda, Cirripedia, Cumacea, Decapoda, Tanaidacea) », sur Journal of crustacean Biology, 11 mai 2024
4. ↑  « DSI - datatabase of scientific illustrators 1450-1950 », sur dsi.hi.uni-stuttgart.de (consulté le 11 septembre 2024)
5. ↑  « Charles Spence Bate _ AcademiaLab », sur academia-lab.com (consulté le 11 septembre 2024)
6. ↑  (en-GB) « AUDIO: Bitten by Barnacles - the life of Charles Spence Bate », sur PLYMOUTH ATHENAEUM, 12 février 2020 (consulté le 11 septembre 2024)
7. ↑  Exemplaire numérique sur Internet Archive : volume 1 et volume 2.